# Museo Nicolas Poussin
El museo Nicolas Poussin es un museo situado en Les Andelys (Eure) y se encuentra certificado como « Musée de France.

## Historia
El actual museo ocupa una antigua residencia burguesa del siglo XVIII donada al municipio de Les Andelys por el doctor Giraud en 1971, antiguo médico jefe del hospital de Saint-Jacques.
Su nombre evoca al gran pintor francés del siglo XVII Nicolas Poussin, nacido en la aldea de Villers, cerca de Les Andelys, en 1594. Recorre la historia de la ciudad de Les Andelys y alberga colecciones expuestas temáticamente, pertenecientes al patrimonio regional y muy vinculadas a la historia de Francia: historia antigua, historia religiosa, historia industrial e historia del arte.
Su primer conservador y fundador fue Léon Coutil, él mismo, otro nativo del lugar.

## Colecciones permanentes

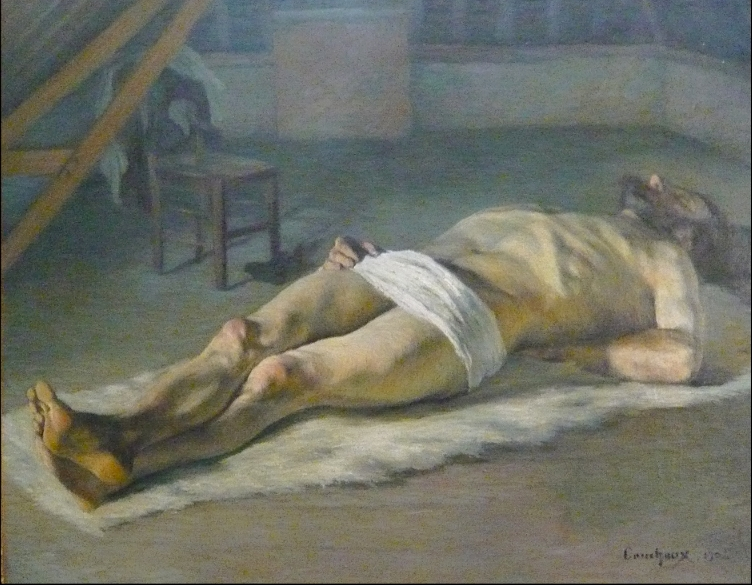
Obra de Marcel Couchaux.

- Objetos arqueológicos que evocan la Normandía prehistórica, galo-romana y medieval

- La colección de pintura: cuadro de Nicolas Poussin; cuadros de la Escuela de Rouen: Eugène Clary, Marcel Couchaux , René Prin (1905-1985) y René Sautin
- Mobiliario del siglo XVIII, perteneciente a Louis-Jean-Marie de Borbón, duque de Penthièvre, fundador del hospicio Saint-Jacques des Andelys, mobiliario del hospital (frascos de farmacia)
- Objetos religiosos: ornamentos litúrgicos de seda, bordados de oro y plata, de los siglos XVII y XVIII; obras esculpidas de la Edad Media al siglo XVII; objetos de las cofradías de caridad; relicarios de filigrana; instrumentos musicales de iglesias: armonios
- Cristalería holofana: objetos decorativos realizados en los años 1930-1940; herramientas de fabricación : prensa manual, hurón, matrices para moldes.

### Arqueología
- Mobiliario galo-romano que incluye un mosaico del siglo III, descubierto en 1977 por François Vilepoux,
- Objetos de excavación recogidos por Léon Coutil (mayoritariamente de épocas prehistóricas),
- Mobiliario arqueológico procedente de las excavaciones realizadas en los años 1990 al Château-Gaillard, bajo la dirección de Dominique Pitte.

### Pintura

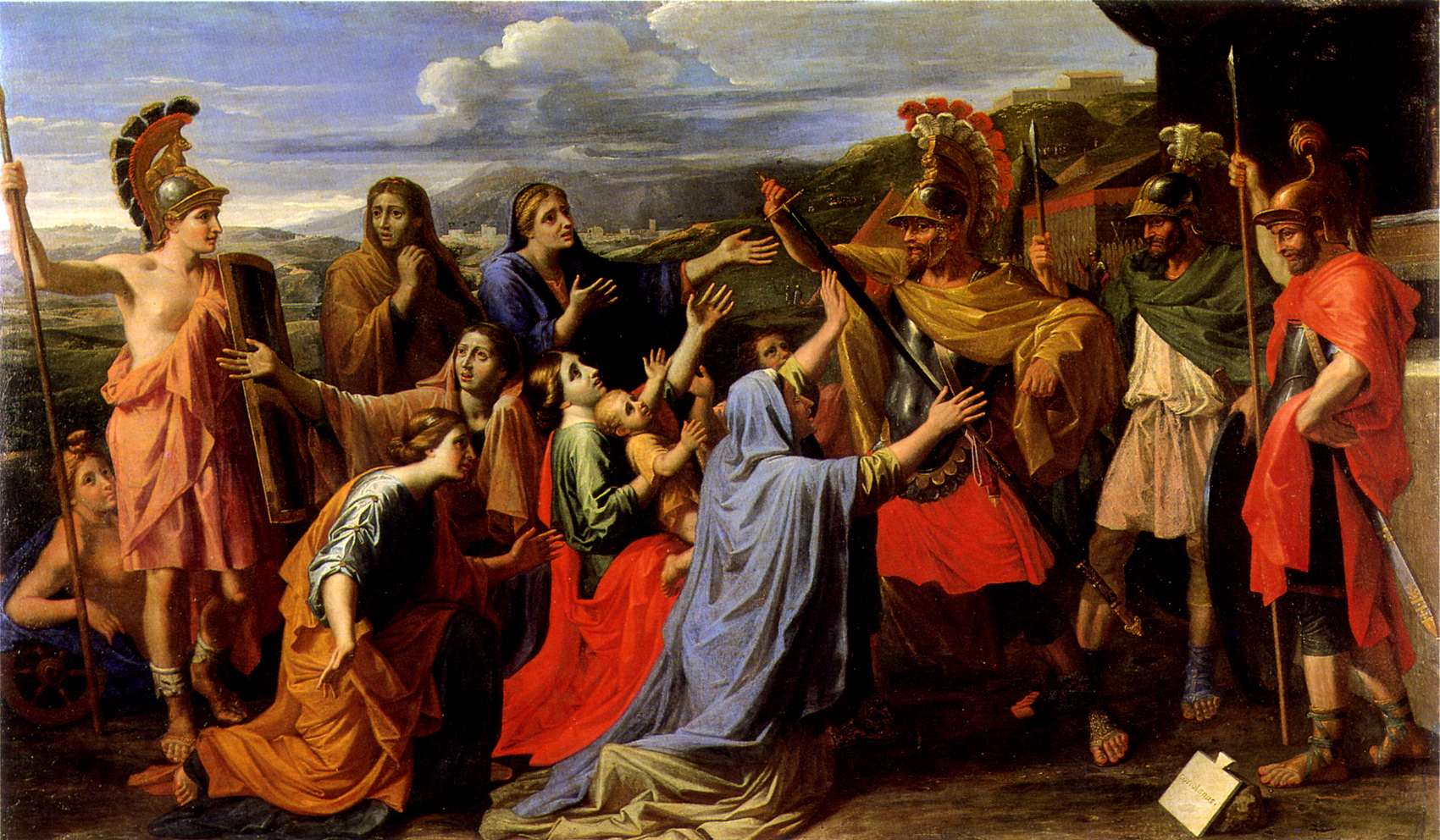
Coriolan suplicado por su familia, de Nicolas Poussin.

- Nicolas Poussin, Coriolano suplicado por su familia, óleo sobre lienzo, 1,12  x 1,98 m, cuadro pintado hacia 1652: este episodio de la historia romana que representa a un general romano, Coriolano, que se ha unido a las filas de sus enemigos, los volscos, puede evocar el periodo de la Fronda (1648-1653). Incautado en 1794 a un tesorero de la Marina, Simon-Charles Boutin, este cuadro fue enviado a Les Andelys, por el Estado francés desde el año XII (1803-1804).[1] Se trata, con los envíos del decreto Chaptal, de los depósitos más antiguos de las provincias.[2] De hecho, quedó hasta en 1832 a Évreux, en el edificio de la prefactura de Eure. Después se trasladó a Les Andelys. Conservado inicialmente en el palacio de justicia, fue retirado afortunadamente durante el incendio que, en la noche del 6 al 7 de febrero de 1860, destrozó este edificio. Expuesto luego en el ayuntamiento de los Andelys, este cuadro escapó de la destrucción, cuando el ayuntamiento fue bombardeado durante la Segunda Guerra Mundial.

- Pinturas de los siglos XIX yXX.